# Lockport (miejscowość w stanie Nowy Jork)
Lockport – miasto w Stanach Zjednoczonych, w stanie Nowy Jork, w hrabstwie Niagara.